# La Campana de Mar
La Campana del Mar (“The Sea-Bell” en el original inglés) o El ensueño de Frodo (“Frodo's Dreme”) es un poema del escritor británico J. R. R. Tolkien incluido en su colección de versos Las aventuras de Tom Bombadil y otros poemas de El Libro Rojo (1962). 

## Composición y publicación
Este poema está basado en otro anterior del autor, titulado «Lunático» (“Looney”), cuya fecha de composición fija Christopher Tolkien, con gran seguridad pero sin modo de probarla, entre 1932 y 1933. «Lunático» fue publicado el 18 de enero de 1934 en The Oxford Magazine (vol. 52, n.º 9, pág. 340), un mes antes de la publicación por el mismo medio de «Las aventuras de Tom Bombadil», otro de los poemas que en 1962 se incluirían en esa colección. La versión de 1962 del poema es considerablemente más oscura, y del doble de longitud que la anterior. Al principio, Tolkien dudaba sobre la conveniencia de incluir «La Campana del Mar» en Las aventuras..., pensando que tenía poco que ver con el resto de los poemas de esta colección, pues se tomó un importante trabajo para adaptar los diferentes versos, tratando de convertirlos en un conjunto armónico. De hecho, Tolkien se refiere a «La Campana del Mar» como «el más pobre [de los poemas] y que no querría incluir realmente, al menos no junto con los demás». Este duro juicio no encaja con el hecho de que hubiera otros poemas «oscuros» en el libro en preparación, como «Maulladores» o «El tesoro», y menos con las referencias de terceros que tenía Tolkien sobre la calidad intrínseca del poema, y que no refutó.
Aunque compuso «Lunático» mucho antes de empezar a trabajar en El Señor de los Anillos, subtituló la versión de 1962 «El ensueño de Frodo»: el simuladamente «académico» prólogo de Tolkien al libro dedica de manera singular su último párrafo a este poema, y lo destaca del resto. Afirma que este poema fue compuesto ya en la Cuarta Edad y sugiere que, aunque sea poco probable que este poema haya sido escrito por el mismo Frodo Bolsón, al menos ha sido asociado con su historia por sus lectores hobbits, puesto que parece reflejar los oscuros sueños que le aquejaron en sus últimos tiempos en la Comarca, antes de partir hacia los Puertos Grises.

## Contenido

### Sinopsis
«La Campana del Mar» es una narración en primera persona, de un narrador no especificado. Empieza cuando éste, que pasea por una playa, encuentra una concha blanca que resuena «como una campana marina». Con la concha en la mano oye el eco de puertos distantes. De repente, aparece un bote y el narrador se embarca «hacia una playa olvidada en una tierra extraña». La tierra a la que arriba es reluciente, maravillosa y misteriosa. Oye el sonido de música lejana, voces y pisadas, pero cuando busca la fuente del sonido los misteriosos habitantes huyen de él. Tras trepar a una elevación, presuntuosamente se proclama «señor de estas tierras», y desafía a su gente a manifestarse. La oscuridad desciende sobre él y cae al suelo, cegado y vencido. Durante un año y un día vive en el bosque «vagando sin sentido», envejeciendo y encaneciendo. Roto y exhausto, alcanza el mar y aborda un barco que le lleva de regreso a su tierra. Sin embargo, al llegar a casa, la campana marina ya no le trae sonidos de ultramar. El poema acaba con una nota de angustia, al advertirse el narrador alienado de su propio mundo, incomprendido y abandonado por aquellos que conocía. La imagen final es del narrador caminando bajo la lluvia por una calle oscura, diciéndose a sí mismo «pues siguen callados los que a mi lado pasan».

### Temática
El poema trata muchos temas recurrentes en el trabajo de Tolkien: la mortalidad, el más allá, la alienación, el deseo, el sufrimiento, el orgullo, el mar y la naturaleza. Es posible que el poema que sigue a éste en Las aventuras de Tom Bombadil, «El último navío», forme pareja con él. Verlyn Flieger ha argumentado que la asociación de «La Campana del Mar» con Frodo da al poema bastante más profundidad que la que tenía en su borrador de 1934 y agrega mucho a nuestra comprensión de este protagonista de El Señor de los Anillos.
Aunque Tolkien publicó «Lunático» en la época en que estaba leyendo a John William Dunne, la composición del poema probablemente precedió en un año o más a su encuentro con Un experimento con el tiempo. Sorprende, por tanto, la coincidencia en el concepto del tiempo como un campo que se puede recorrer desde el subconsciente. Debemos pensar que Tolkien llegó a esta idea a través de los cuentos de hadas, en los que es frecuente que el tiempo pueda ser recorrido en sueños. Tolkien estaba preparado para las ideas de Dunne, como demuestra este poema, y, precisamente por ello, Un experimento con el tiempo le impactó tanto.

## Métrica
La métrica y la rima del poema están muy elaboradas, basadas, como es habitual en Tolkien, de manera fundamental en la acentuación. Se compone de versos con cuatro acentos en cada hemistiquio. Existe rima interna en cada uno de los versos impares, mientras que los pares, que son más breves, riman entre sí dos a dos.

## Críticas y recepción
El célebre poeta W. H. Auden consideró «La Campana del Mar» el mejor trabajo poético de Tolkien.

## Traducción al español
La traducción al español del poema incluida en la edición de Minotauro de Las aventuras..., realizada por José Tarragó, Diego Seguí, Alejandro Cosentino, y otros miembros de la Lista de Correo Tolkien en Español, está compuesta en versos partidos por cesura, de 8 + 7 sílabas los impares, y 6 + 7 los pares, con rima asonante en la misma estructura que el poema original.